# Thermosfeer

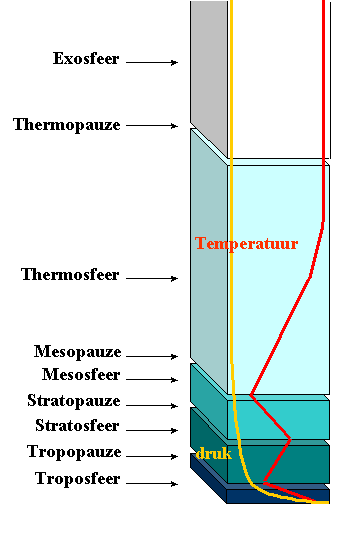
Opbouw van de atmosfeer.

De thermosfeer is de luchtlaag van de dampkring die zich bevindt tussen de mesosfeer en de exosfeer. De laag begint op een hoogte van ongeveer 80 tot 85 kilometer en eindigt op een hoogte van 500 à 690 km.
De thermosfeer is genoemd naar het Griekse woord thermos voor warmte. De laag wordt aan de onderkant begrensd door de mesosfeer. In de mesosfeer neemt de temperatuur af met de hoogte terwijl in de thermosfeer de temperatuur juist toeneemt met de hoogte. Het omslagpunt markeert de grens hoewel dit punt niet vast ligt. Aan de bovenkant wordt de laag begrensd door de exosfeer. In de exosfeer neemt de temperatuur niet meer toe met de hoogte.
De toename van de temperatuur in de thermosfeer is het gevolg van absorptie van uv-straling afkomstig van de zon. De temperatuur is dan ook afhankelijk van de zonne-activiteit. Overdag bedraagt de temperatuur tussen de 1200 en 1700 °C met uitschieters naar 2000 °C terwijl 's nachts de temperatuur daalt tot 500 à 1000 °C.
De deeltjes in deze laag worden door de straling ook geïoniseerd. Door deze lading worden radiosignalen van de aarde teruggekaatst waardoor voorbij de horizon toch het signaal kan worden ontvangen.